# Ареф'єв Євген Віталійович
Євге́н (Євгеній) Віта́лійович Аре́ф'єв — майор Збройних сил України, десантник-розвідник, учасник війни на сході України.

## Біографія
За радянських часів закінчив Рязанське повітряно-десантне училище. Проходив службу в Хирівській десантній бригаді на Львівщині (м. Хирів). Після скорочення в 1990-х займався будівельними роботами у м. Славутич — утеплював будинки, виготовляв пінопласт.
З початком війни на сході України добровольцем пішов до Славутицького міського військкомату. Командир розвідувального взводу, 1-й аеромобільний батальйон 79-ї окремої аеромобільної бригади. Брав участь у боях за Донецький аеропорт, — в жовтні 2014-го був старшим на позиції в новому терміналі. Пізніше став помічником командира батальйону з розвідки. У 2016—2017 роках був начальником розвідки — помічником начальника штабу батальйону 79-ї бригади.
Повернувся на військову службу у 2019 — помічник начальника розвідки розвідувального відділення штабу 1-ї окремої танкової бригади. З серпня 2019 року проходив службу у відділі військової розвідки управління розвідки штабу Оперативного командування «Північ».
Помер 17 лютого 2020 року внаслідок інсульту, що стався наприкінці січня під час виконання завдань на території проведення операції Об'єднаних сил на Сході України.
Похований на Алеї Героїв у Чернігові.
Залишились батьки, дружина та троє дітей, найменшому синові — півтора року.

## Нагороди
За особисту мужність і героїзм, виявлені у захисті державного суверенітету та територіальної цілісності України, вірність військовій присязі під час бойових дій та при виконанні службових обов'язків, відзначений — нагороджений
- 3 листопада 2015 року — орденом Богдана Хмельницького III ступеня.